# Swantje Hartmann
Swantje Hartmann (* 8. Februar 1973 in Bremen) ist eine deutsche Politikerin (SPD, dann CDU) und war Mitglied des Niedersächsischen Landtags.

## Biografie

### Ausbildung und Beruf
Hartmann wuchs gemeinsam mit ihren zehn Geschwistern auf. Sie studierte Soziologie, Arbeitswissenschaften und Germanistik an der Universität Bremen.
Während ihrer beruflichen Tätigkeit für den Telekommunikationskonzern o2 Germany wurde sie zur freigestellten Betriebsratsvorsitzenden für die Region Nordwest und zum Mitglied im Gesamtbetriebsrat und Wirtschaftsausschuss des Gesamtbetriebsrates gewählt. Am 16. Mai 2007 trat sie aufgrund ihres Landtagsmandates als Betriebsratsvorsitzende zurück. Seitdem ist sie ordentliches Mitglied im BR und hat sich für die Dauer ihres Landtagsmandates in ihrem Arbeitsverhältnis beurlauben lassen.

### Politik
Im Jahr 1990 trat Hartmann in die SPD ein. Seit 1991 ist sie Mitglied im Stadtrat von Delmenhorst. In den Jahren 1996 bis 2000 war sie Bezirksvorsitzende der Jusos im Bezirk Weser-Ems. Von 1996 bis 1998 war sie stellvertretende Landesvorsitzende der Jusos. Seit 2000 ist sie Mitglied im Unterbezirksvorstand der SPD Delmenhorst, seit 2001 stellvertretende Bezirksvorsitzende der SPD Weser-Ems und seit 2001 Mitglied im SPD-Parteirat beim SPD-Parteivorstand in Berlin.
Hartmann wurde im Jahr 2001 im Alter von 28 Jahren ehrenamtliche Bürgermeisterin in der kreisfreien Stadt Delmenhorst und gilt als eine der jüngsten in Deutschland. Im Jahr 2003 wurde sie im Alter von 30 Jahren stellvertretende Landesvorsitzende der SPD Niedersachsen. 1998 kandidierte sie für den Niedersächsischen Landtag, dem sie vom 23. Dezember 2002 bis 3. März 2003 als Ersatz für den verstorbenen Uwe Inselmann angehörte.
Bei der niedersächsischen Landtagswahl von 2003 kandidierte sie auf der Landesliste der SPD ohne eigenen Wahlkreis, verfehlte aber aufgrund eines zu schlechten Listenplatzes den Einzug in den Landtag. Am 8. November 2006 zog sie als Nachrückerin für den ausgeschiedenen Manfred Nahrstedt wieder in den Niedersächsischen Landtag ein. Dort war Swantje Hartmann bis zum Ende der 15. Wahlperiode Mitglied im Ausschuss für Wirtschaft, Arbeit und Verkehr. Außerdem arbeitete sie im Untersuchungsausschuss des Landtages zur Auftragsvergabe beim Tiefwasserhafen JadeWeserPort mit. Bei der Wahl zum 16. Niedersächsischen Landtag am 27. Januar 2008 gewann sie als Direktkandidatin mit 43,1 % der Stimmen den Wahlkreis 65 Delmenhorst.
Im Zusammenhang mit Vorwürfen wegen einer Affäre um die angebliche Veruntreuung von Parteigeldern im SPD-Bezirk Weser-Ems durch ihren ehemaligen Lebensgefährten erklärte sie am 7. Mai 2008 auf Druck des SPD-Landesvorsitzenden Garrelt Duin ihren Rückzug von ihren Parteiämtern als stellvertretende SPD-Landesvorsitzende und als Bezirksvorsitzende im Bezirk Weser-Ems. Sie wies aber jede Mitverantwortung für die Veruntreuung von Parteigeldern zurück.
Eine eingesetzte Kommission des SPD-Bezirks Weser-Ems untersuchte diese und weitere Vorwürfe, wobei die angeblichen Veruntreuungen nie (wie angekündigt) der Öffentlichkeit erklärt wurden.
Am 8. Juli 2008 legte Swantje Hartmann das Amt der finanzpolitischen Sprecherin der SPD-Fraktion im Niedersächsischen Landtag nieder. Am 16. Juni 2009 wurde ihr der Sitz im Verwaltungsausschuss mit einer Gegenstimme entzogen. Aus rechtlichen Gründen verlor sie damit auch ihren Posten als ehrenamtliche Bürgermeisterin der Stadt Delmenhorst. Daraufhin trat sie am 18. Juni 2009 aus der SPD aus und wurde am 25. Juni 2009 Mitglied der CDU.
Hartmann galt bis zu ihrem Parteiwechsel als Befürworterin Integrierter Gesamtschulen und engagierte sich vehement gegen die Bildungspolitik der CDU/FDP-Landesregierung.
Hartmann legte Ende Mai 2011 ihr Stadtratsmandat in Delmenhorst nieder, wechselte in den CDU-Kreisverband Hannover-Stadt und erklärte, 2013 nicht erneut für den Landtag kandidieren zu wollen.